# Голышев, Дмитрий Сергеевич
Дми́трий Серге́евич Го́лышев (род. 17 ноября 1985, Москва) — российский футболист, полузащитник.
Воспитанник СДЮШОР «Спартак-2» Москва. С 2004 года — в составе ФК «Химки». В Высшем дивизионе России провёл один матч — 23 июня 2007 года отыграл второй тайм против команды «Луч-Энергия». В 2008 году сыграл 27 матчей за клуб «Даугава» Даугавпилс в чемпионате Латвии, после чего на профессиональном уровне не выступал.
Старший брат Павла Голышева.